# Anomalurus
Anomalurus é um gênero de roedor da família Anomaluridae.

## Espécies
- Anomalurus beecrofti Fraser, 1853
- Anomalurus derbianus (Gray, 1842)
- Anomalurus pelii (Schlegel e Müller, 1845)
- Anomalurus pusillus Thomas, 1887